# Matemàtiques i futbol
Matemàtiques i futbol estan relacionats des que el futbol és un joc.
Las matemàtiques es pot aplicar al futbol i la teoria de grafs, teoria de jocs, trigonometria, combinatòria, teoria de nombres, estadística i probabilitat poden utilitzar-se per comprendre i entendre millor el futbol.

## Per àrees

### Teoria de jocs
Si les regles del futbol són els “axiomes” del futbol, es pot dir que el futbol podria ser un joc resolt.

### Geometria
La forma de la pilota de futbol és un icosàedre truncat.
El motiu d'aquesta figura és que construir una esfera és molt complicat, ja que sempre tindrà irregularitats. L'objectiu és aconseguir una figura fàcil de construir que tingui una àrea semblant a l'esfera. La millor figura entre els que combinen cares diferents se l'emporta el rombicosidodecàedre que, sense inflar, omple aproximadament el 94% de l'esfera imaginària que el conté. El problema per utilitzar-lo com a pilota és que té 62 cares i 120 arestes (o costures) i es perdria molt de temps entre costures. L'icosàedre truncat optimitza temps d'elaboració i rendiment equitatiu.

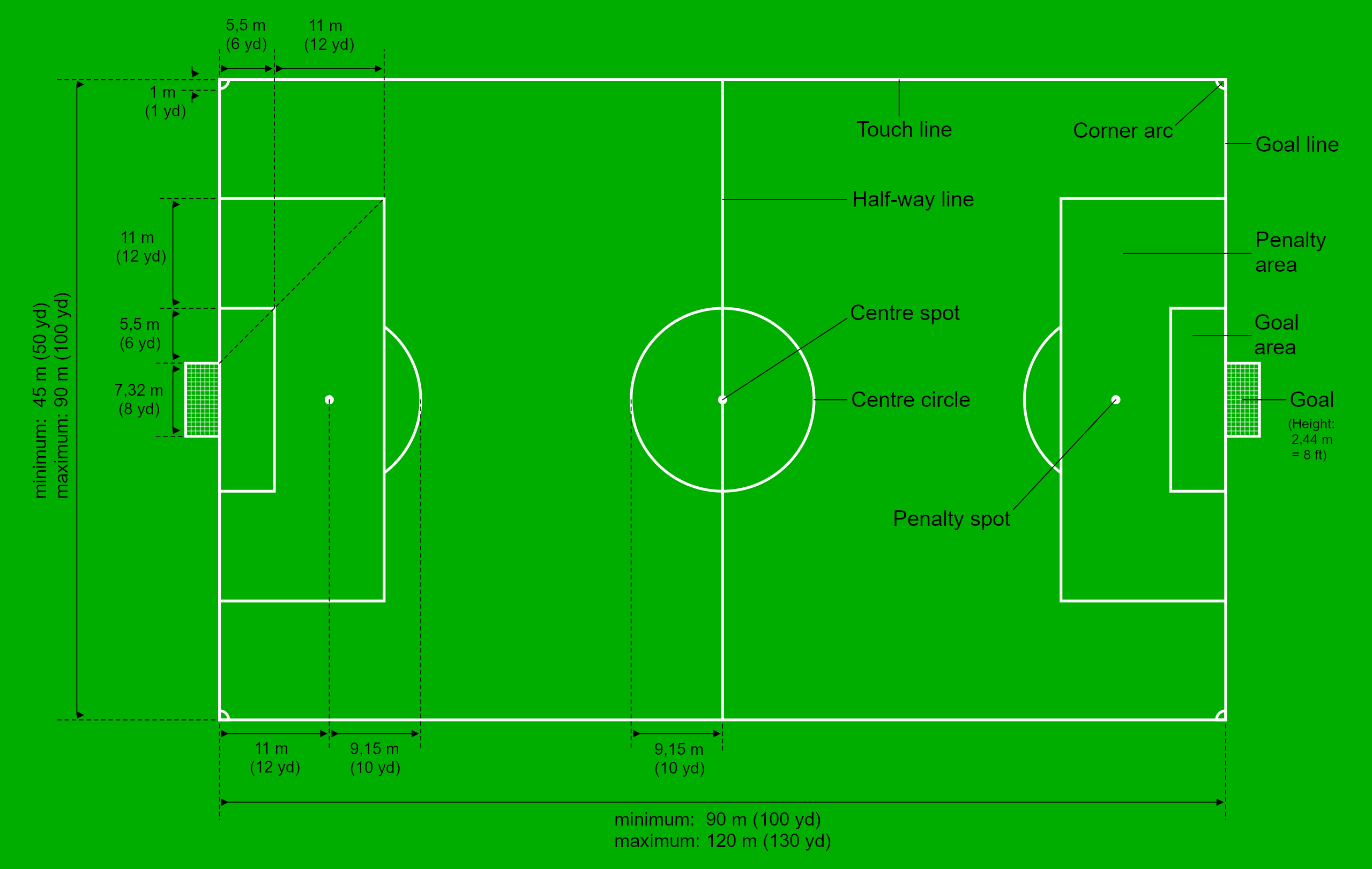
Mesures d'estadi estàndard

Les dimensions del camp del futbol també tenen a veure amb les matemàtiques. El camp és rectangular.

### Probabilitat i estadística
Tot i que podria semblar que hi ha les mateixes possibilitats de guanyar o perdre un partit, en realitat es fa servir la probabilitat condicionada, i el teorema de Bayes. En altres ocasions, es barreja la probabilitat i l'estadística, de la manera següent:
Suposem que hi ha la mateixa probabilitat que tots dos guanyin el partit, aleshores A és la probabilitat que guanyi el primer equip (1/2) i B és la probabilitat que guanyi el segon equip (1/2). Traient empats.
Si recull informació estadística (Big Data) dels partits anteriors, suposem que el primer equip ha guanyat el segon 5 vegades i el segon l'ha guanyat el primer 2 vegades. Aquests valors afectaran la probabilitat que guanyi cadascun, ja que és gairebé el doble de probable que el primer guanyi al segon. Com que la suma de les dues probabilitats és el 100%, plantegem una equació.
Hi ha una llei que diu que és més probable que un partit acabi en victòria d'un equip que en empat, a causa de l'anomenada desigualtat del partit, que diu que hi ha més partits que acaben en victòria d'un dels equips (gols d'un equip > gols del contrincant) que en empat. La demostració és tan senzilla com que hi ha un 66% possibilitats d'acabar el partit amb victòria d'un equip o d'un altre que d'empat.

### Teoria de grafs
Podem utilitzar grafs per determinar la posició dels jugadors, i fins i tot analitzar les passades, la posició de defenses, i analitzar si una jugada va ser (o no) fora de joc.

### Cinemàtica
Soccermatics és el nom donat per David Sumpter a la relació entre les matemàtiques i la cinemàtica.
Al Copa del Món de Futbol de 2010 es va fer ressò l'efecte que tenia la pilota Adidas Jabulani, ja que es creia que el seu lleuger pes provocava moviments indescriptibles. La NASA va dir que a partir de 72 km/h era impredictible la trajectòria. La velocitat mitjana de la pilota de futbol en un partit és de 67,5 km/h.
Com que la pilota té massa, és conegut pels jugadors de futbol apreciar que les passades curtes deuen ser amb un angle petit i les passades llargues han de ser amb un angle tal que l'abast del tir parabòlic arribi a un lloc de l'estadi determinat. Com més llarga vulgui ser la distància, més gran haurà de ser l'angle, sense passar certes quantitats d'angles ja que llavors per a la mesura del camp de futbol es passaria fora. La força amb què es llança (mòdul d'un vector) i l'angle del vector afecten la distància de la pilota. Aquest fet té a veure amb la trigonometria.
Alguns trets curiosos, com el gol olímpic, vénen fets per l'efecte Magnus. Els físics són coneixedors dels agents que actuen i de l'efecte físic i la seva formulació matemàtica; els matemàtics coneixen l'alteració d'aquest efecte a la trajectòria i l'aleatorietat d'aquesta trajectòria està relacionada amb la teoria del caos.

### Teoria de nombres
La classificació a la Lliga de Futbol Professional i el perquè atorgar 3 punts al guanyador d'un partit i 1 en cas d'empat, o que el nombre d'equips que hi ha d'haver des de vuitens de final a final sigui una potència de dos no és casualitat.

### Anàlisi matemàtica
Com que un tir o una passada de futbol són moviments continus, podem modelitzar mitjançant polinomis.
El teorema del valor mitjà afirma que en un moment donat la velocitat mitjana de la pilota va passar en un dels moments de la trajectòria.

### Combinatòria

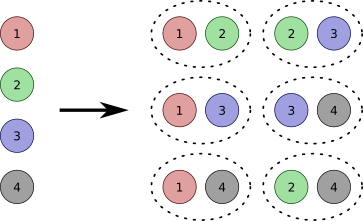
Permutacions de 4 elements presos de 2 a 2

La combinatòria pot explicar el fet de quantes maneres hi ha per seleccionar els 11 jugadors o quantes maneres es poden ordenar els equips de La Lliga Espanyola.

### Anàlisi de dades
Segons un estudi de l'Institut de Càlcul de la Universitat de Buenos Aires, la Lliga italiana de futbol és la més aparellada del món quant a diferència de puntuació entre equips, i econòmicament, entre les diferències de pressupostos d'equips de la mateixa lliga, la lliga més desaparellada és la Lliga de futbol espanyola. L'estudi va mesurar usant l'índex de Gini, on es donaven valors entre 0 i 1, on 0 significa que tots els equips tenen la mateixa puntuació o pressupost, i 1 que un equip té tota la puntuació o pressupost.
La intel·ligència artificial analitza dades per poder predir moviments de jugadors i resultats de partits.

### Fonaments de la matemàtica
Axiomes i arbitratge tenen a veure amb la formalització del futbol.

## COVID-19, matemàtiques i futbol
Durant el confinament per COVID-19 de 2020, es va pensar a utilitzar models matemàtics per estimar qui havia de guanyar La Lliga per no jugar partits i per evitar contagi de COVID-19.

## En la cultura popular

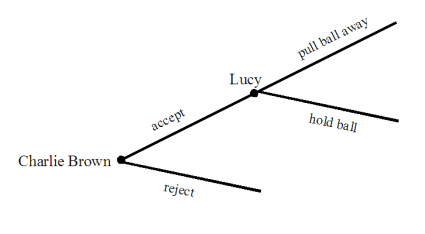
Possibilitats de Charlie Brown

En un episodi de Charlie Brown es proposen les possibilitats d'un xut d'una pilota de futbol en relació amb la teoria de jocs.
Moneyball, 2011, és una pel·lícula dramàtica nord-americana que mostra com les matemàtiques podien ser de gran ajuda per prendre decisions al camp
El matemàtic Harald Bohr, germà de Niels Bohr, era futbolista
Tom Crawford, matemàtic de la Universitat d'Oxford, va dissenyar un algorisme que va decidir que Cristiano Ronaldo és el millor jugador de futbol del món